# SK Sturm Graz

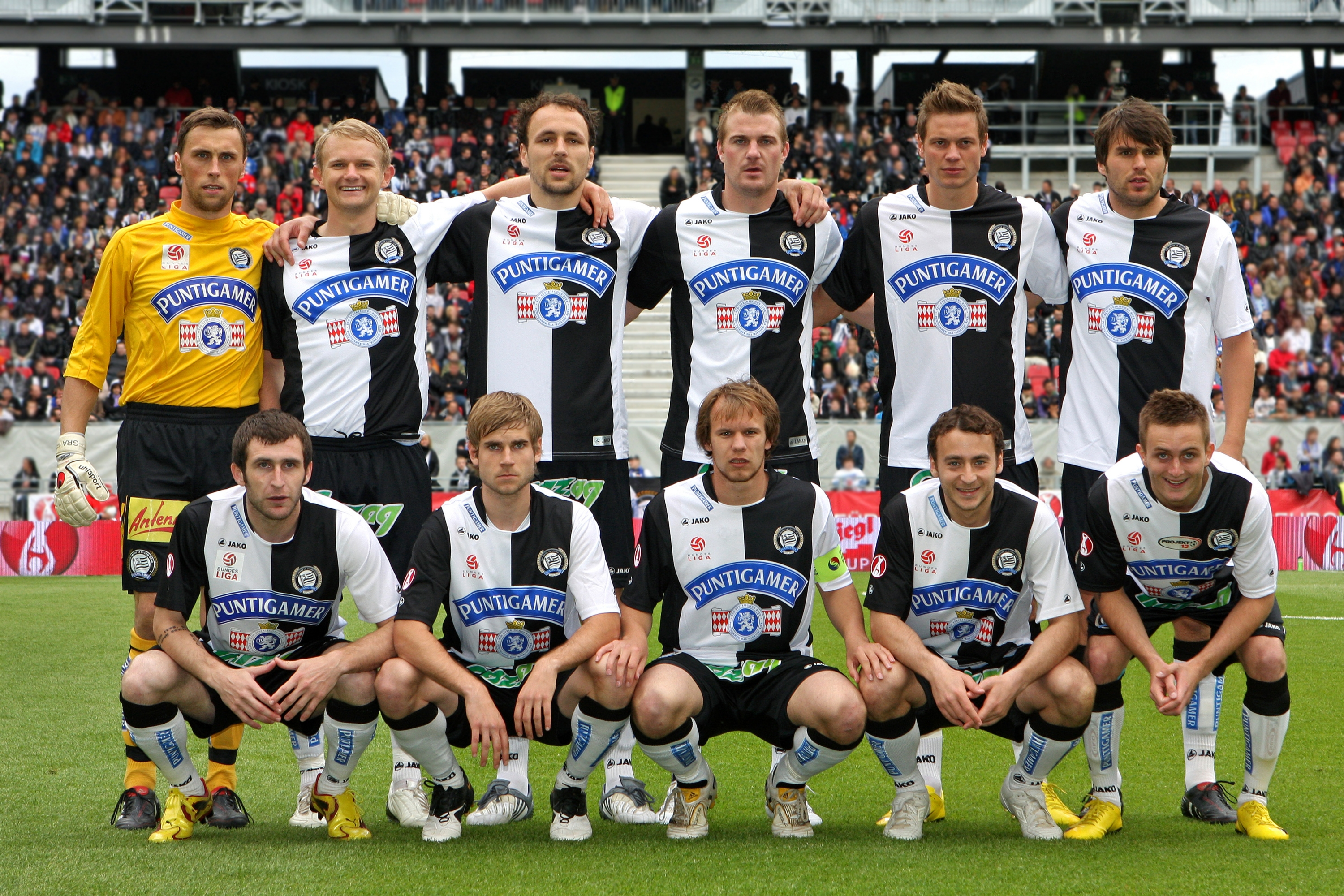
SK Sturm Graz, 2010

Sturm Graz (oficial SK Puntigamer Sturm Graz) este un club de fotbal din Graz, Austria care evoluează în Bundesliga. Echipa înființată în 1909 a câștigat de două ori campionatul austriac, în 1998 și 1999, având în palmares și patru Cupe ale Austriei.

## Palmares
- Bundesliga

- Campioană (4): 1998, 1999, 2011, 2024
- Locul 2 (5): 1981, 1995, 1996, 2000, 2002

- Cupa ÖFB

- Campioană (7): 1996, 1997, 1999, 2010, 2018, 2023, 2024
- Finalistă (4): 1948, 1975, 1998, 2002

- Supercupa Austriei

- Campioană (3): 1996, 1998, 1999
- Finalistă (2): 1997, 2002

- Cupa Styrian (9):
1932, 1933, 1936, 1937, 1938, 1946, 1947, 1948, 1949
- Liga Campionilor (3):
1998,1999,2000 (faza grupelor)
- Cupa UEFA (11): 
1970/71, 1974/75, 1978/79, 1981/82, 1983/84 (sferturi), 1988/89, 1991/92, 1995/96, 1999, 2002
- UEFA Europa League
  -  Faza Grupelor (2) : 2010, 2012